# Mathilde Dolgopol de Sáez

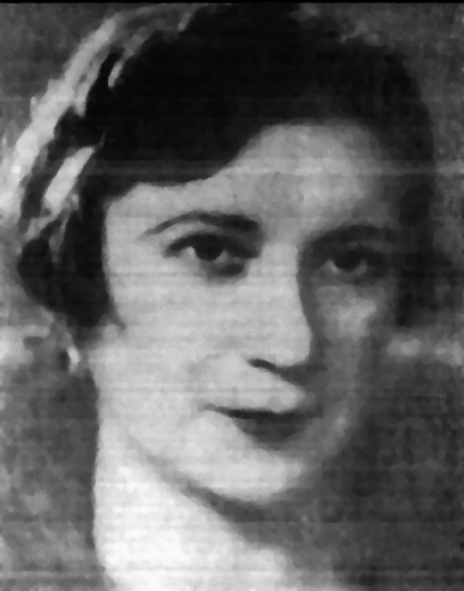
Mathilde Dolgopol de Sáez

Mathilde Dolgopol de Sáez (* 6. März 1901 in La Plata, Provinz Buenos Aires; † 29. Juni 1957 ebenda) war eine argentinische Paläontologin. Sie galt als erste Wirbeltier-Paläontologin in Lateinamerika und befasste sich hauptsächlich mit fossilen argentinischen Fischen und Vögeln. 

## Leben
Dolgopol de Sáez begann nach dem Abitur ein Universitätsstudium an der damaligen Escuela Superior de Ciencias Naturales des Instituto del Museo der Universidad Nacional de La Plata, das sie 1927 unter der Leitung von Ángel Cabrera Latorre mit der Dissertation Las aves corredoras fósiles del Santacrucense abschloss, in der sie sich der taxonomischen Stellung des Terrorvogels Phorusrhacos widmete. Noch während ihrer Studienzeit erhielt sie eine Stelle als Assistentin in der Mineralogie-Abteilung des La-Plata-Museums und blieb daraufhin ihre komplette wissenschaftliche Karriere lang an dieser Einrichtung tätig. Während dieser Zeit hatte sie verschiedene Positionen inne, wie die Leiterin des Labors und der praktischen Forschung in der Abteilung für Paläontologie, welche sie nach Durchlaufen der der universitären Lehre erlangte. 1927 begann ihr wissenschaftliches Schaffen mit der Erstbeschreibung der fossilen Vogelart Liornis minor in der Zeitschrift Physis. Revista de la Sociedad Argentina de Ciencias Naturales, die jedoch heute als Synonym von Phorusrhacos betrachtet wird. Im selben Jahr erschien der Beitrag Una curiosa relación constante en el esqueleto apendicular de los esfeníscidos.
1928 erschien ihr Artikel Sobre un Yacare de la formacioon paranense in der Zeitschrift Anales de la Sociedad Cientifica Argentina, im selben Jahre die Erstbeschreibung zur fossilen Krokodilgattung Microsuchus, 1940 die Beiträge Noticias sobre los peces fosiles argentinos. Leptolepididos del Titoniense de Plaza Huincul und Noticias sobre peces fósiles argentinos celacántidos titonienses de Plaza Huincul in den Notas del Museo de La Plata, in denen sie sich mit fossilen Fischen, insbesondere Quastenflossern, aus dem Zeitalter des Tithoniums von der Fossillagerstätte Plaza Huincul befasste, 1941 die Beschreibung der fossilen Welsart Bachmannia chubutensis und 1949 der Artikel Peces cretácicos de Mendoza y Chubut mit der Erstbeschreibung von Notodectes, der ersten beschriebenen Knochenfischgattung aus der Familie Pachycormidae von der südlichen Hemisphäre. 1957 folgte die Erstbeschreibung zu Notosuchus lepidus.
1955 war Dolgopol de Sáez neben Osvaldo Reig Gründungsmitglied der Asociación Paleontológica Argentina.
Dolgopol de Sáez war mit dem aus Uruguay stammenden Wissenschaftler Francisco Alberto Sáez (1898–1976), einem bedeutenden Zytogenetiker Lateinamerikas, verheiratet.

## Dedikationsnamen
2023 wurde die fossile Eulenart Yarquen dolgopolae aus dem Miozän nach Dolgopol de Sáez benannt.